# X-Mansion
La X-Mansion è un luogo immaginario dei fumetti della Marvel Comics.

## Descrizione
La X-Mansion è un'elegante villa di proprietà del professor Charles Xavier, potente mutante dotato di poteri telepatici, che ne fa una scuola privata per giovani dotati. In realtà, la villa funge da rifugio e abitazione per i mutanti, vittime dell'ostilità e della paura dei comuni esseri umani, da cui sono generalmente ritenuti malati e pericolosi, mentre la scuola li prepara a diventare X-Men, una squadra atta a difendere il mondo da potenti e oscure minacce.
Nei livelli inferiori della residenza si trovano tecnologie avanzatissime che gli X-Men usano nella lotta contro un altro potente mutante, Magneto, guida della Confraternita dei mutanti malvagi, convinto che la libertà e la superiorità dei mutanti siano fattibili solo con l'eliminazione degli umani persecutori. Tra tutte queste tecnologie spicca Cerebro, capace di aumentare i poteri telepatici di Xavier al punto da individuare ogni singolo umano e mutante sulla Terra.